# Carlos Alberto Santos García
Carlos Alberto Santos García (* 2. Oktober 1976 in Monterrey) ist ein mexikanischer römisch-katholischer Geistlicher und Weihbischof in Monterrey.

## Leben
Carlos Alberto Santos García studierte Philosophie und Theologie am Priesterseminar des Erzbistums Monterrey, für das er am 15. August 2002 das Sakrament der Priesterweihe empfing.
Nach weiteren Studien im Fach biblische Theologie erwarb er an der Nationalen Autonomen Universität von Mexiko das Lizenziat. An der Päpstlichen Universität Gregoriana wurde er anschließend promoviert.
Neben verschiedenen Aufgaben in der Pfarrseelsorge war er Präfekt am Knabenseminar des Erzbistums, Generalsekretär des Priesterseminars und Verantwortlicher für den Kulturbereich der Kleruskommission der mexikanischen Bischofskonferenz. Ab 2020 war er Regens des Priesterseminars und Mitglied des Konsultorenkollegiums.
Papst Franziskus ernannte ihn am 13. Mai 2023 zum Titularbischof von Tamada und zum Weihbischof in Monterrey. Die Bischofsweihe spendete ihm der Erzbischof von Monterrey, Rogelio Cabrera López, am 26. Juli desselben Jahres in der Basilika Nuestra Señora de Guadalupe in Monterrey. Mitkonsekratoren waren der Apostolische Nuntius in Mexiko, Erzbischof Joseph Spiteri, und Héctor Mario Pérez Villareal, Weihbischof in Mexiko-Stadt.